# Gerry Sikorski
Gerald Edward "Gerry" Sikorski, född 26 april 1948 i Breckenridge, Minnesota, är en amerikansk advokat och politiker (demokrat). Han representerade delstaten Minnesotas 6:e distrikt i USA:s representanthus 1983–1993.
Han avlade 1970 sin grundexamen och 1973 juristexamen vid University of Minnesota. Han var ledamot av Minnesotas senat 1976–1982. Efter fem mandatperioder i USA:s representanthus besegrades han av republikanen Rod Grams i 1992 års kongressval.